# Evangelische Stadtkirche Landstuhl
Die evangelische Stadtkirche ist ein zwischen 1862 und 1863 schlicht neugotisch errichtetes denkmalgeschütztes Kirchengebäude im Stadtzentrum der rheinland-pfälzischen Stadt Landstuhl. Finanziert wurde es im Wesentlichen durch Spenden, die in ganz Deutschland gesammelt wurden. Die Kirche wird nach dem unterstützenden Gustav-Adolf-Werk auch Gustav-Adolf-Kirche genannt.

## Geschichte
Die evangelische Gemeinde in Landstuhl gilt als eine der ältesten protestantischen in der Pfalz; ihre Anfänge reichen bis ins frühe 16. Jahrhundert zurück. Franz von Sickingen führte bereits 1518 in Landstuhl den lutherischen Glauben ein. Nachdem die katholischen Pfarrer vertrieben worden waren, wurde die St.-Andreas-Kirche (heute: Heiligkreuzkapelle) protestantisch. Nach dem Dreißigjährigen Krieg wurden die Sickinger Herren wieder katholisch und die evangelische Pfarrei 1641 aufgehoben, sodass die Protestanten ihren Glauben fortan nicht mehr frei ausüben durften. 
Die St.-Andreas-Kirche wurde 1669 eine Simultankirche. Sie wurde von beiden Konfessionen genutzt, bis die Sickinger 1753 wegen Streitigkeiten zwischen dem katholischen Adel und den Protestanten sowie dem zunehmenden baulichen Verfall der Kirche innerhalb der Stadtmauern eine neue katholische Kirche bauen ließen.
Die Zahl der protestantischen Bevölkerung war stetig gesunken; zur Verbreitung des katholischen Glaubens hatte auch die französische Belagerung im Pfälzischen Erbfolgekrieg beigetragen.
In Folge der Gleichstellung der Religionen nach der Französischen Revolution unter Napoleon stieg auch die Anzahl der Protestanten wieder an und es kam zu einem Zuzug von Lutheranern und Reformierten. 
Da die alte St.-Andreas-Kirche 1805 bis auf den Chor (die heutige Alte Kapelle) abgerissen wurde, musste für den Gottesdienst die Kirche in Spesbach besucht werden. 
Die protestantische Landstuhler Gemeinde stellte ab 1857 einen Vikar ein und mietete einen Betsaal an. Es entstand der Wunsch, eine eigene Kirche zu errichten. 1861 baten 40 Landstuhler Familien für dieses Projekt in ganz Deutschland um finanzielle Unterstützung. 1862 wurde der Grundstein für die Kirche gelegt, die Einweihung erfolgte im Jahr 1863. Als Dank für die Spenden des Gustav-Adolf-Vereins erhielt die Kirche den Namen „Gustav-Adolf-Kirche“.

## Bauweise und Ausstattung
Entsprechend der calvinistischen Lehre ist die evangelische Stadtkirche einfach und schlicht gebaut. Das Gebäude ist ein neugotischer Sakralbau des Homburger Architekten Alexander Müller. Er besteht aus Sandsteinquadern und hat eine 35 Meter hohen Spitzhelmturm. Die Turmuhr stammt aus dem Jahr 1897. Die Kirche bedeckt eine Fläche von 225 m2. Im Eingangsbereich des Kircheninneren verweist ein Schriftzug auf die historischen Besonderheiten der Kirche:

„Der ältesten evangelischen Gemeinde der Pfalz, im Jahre 1522 unter Ritter Franz von Sickingen gegründet, baut christliche Bruderliebe dieses Gotteshaus 1863.“

In der Vorhalle hängt das in Stein gemeißelte, aus dem 16. Jahrhundert stammende Sickinger Wappen, das sich ursprünglich vermutlich über dem Portal auf der Burg Nanstein befand. Im vorderen Kirchenschiff des ebenfalls schlicht und schmucklos gehaltenen Innenraums sind in den Kirchenfenstern die Symbole der vier Evangelisten abgebildet; im hinteren Bereich des Kirchenschiffs sind in den Fenstern Luther, Calvin, Melanchthon und Franz von Sickingen dargestellt.